# Gewoon vetkelkje
Gewoon vetkelkje (Marsupella emarginata) is een levermos behorend tot de familie Gymnomitriaceae.

## Determinatie
De planten worden één tot vijf centimeter hoog en 0,5 tot 2 millimeter breed. Ze vormen groene, roodbruine of zwartachtige matten. De stengels vormen talrijke uitlopers (stolonen). De bladeren zijn bootvormig en, als ze uitgespreid zijn, afgerond vierkant tot rond van vorm. Ze zijn over een vijfde tot een kwart van de bladlengte ingesneden. In het midden van het blad zijn de cellen 13 × 27 micrometer groot en hebben verdikte uiteinden. De vrouwelijke omhulde bladeren zijn groter dan de gewone bladeren. Een perigonium is aanwezig. De sporen hebben een diameter van 12 micrometer.

## Ecologie
Ze groeit op natte, kalkvrije rotsen en gesteente in en langs beken, slechts zelden op aarde.

## Verspreiding
De soort komt circumboreaal voor en daarnaast ook in geïsoleerde tropisch-bergachtige gebieden in tropisch Afrika, Mexico en Colombia. In Duitsland is het de meest voorkomende soort van het geslacht en komt verspreid voor in de Alpen en de middelgebergten, in het laagland slechts sporadisch. 
In Nederland is gewoon vetkelkje zeer zeldzaam. Het staat op de Nederlandse Rode Lijst in de categorie 'Ernstig bedreigd'.

## Foto's

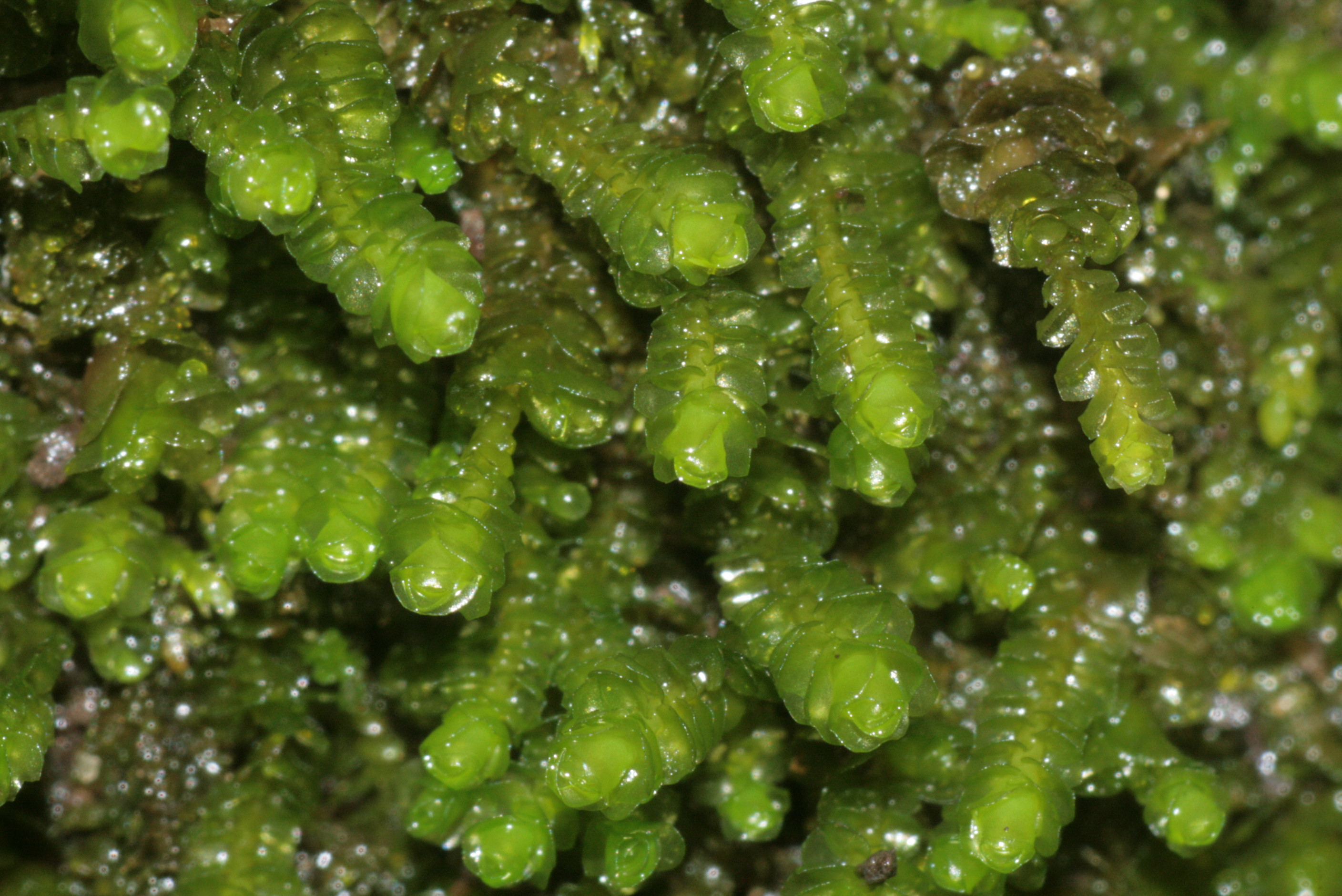
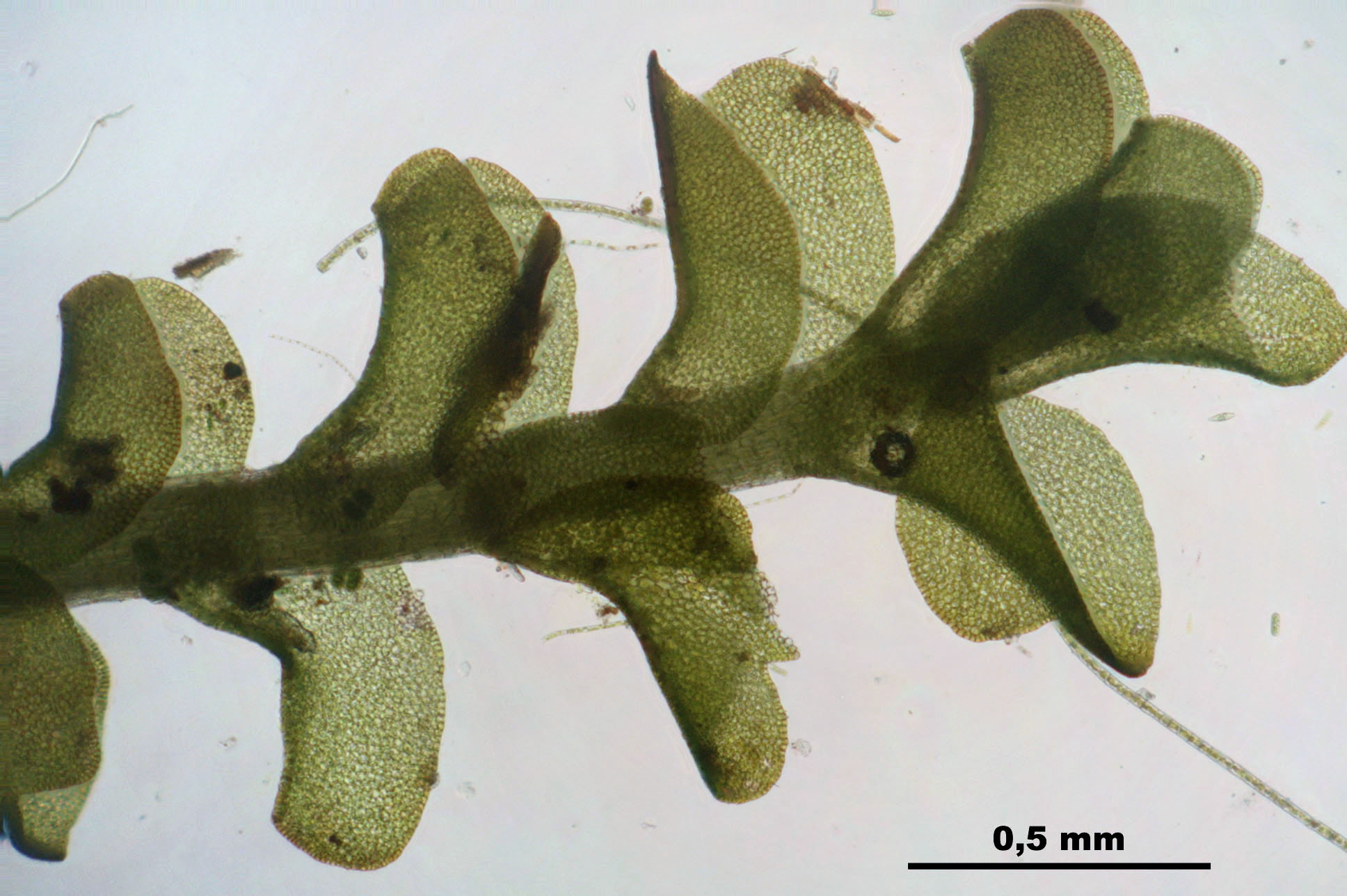
Bladeren
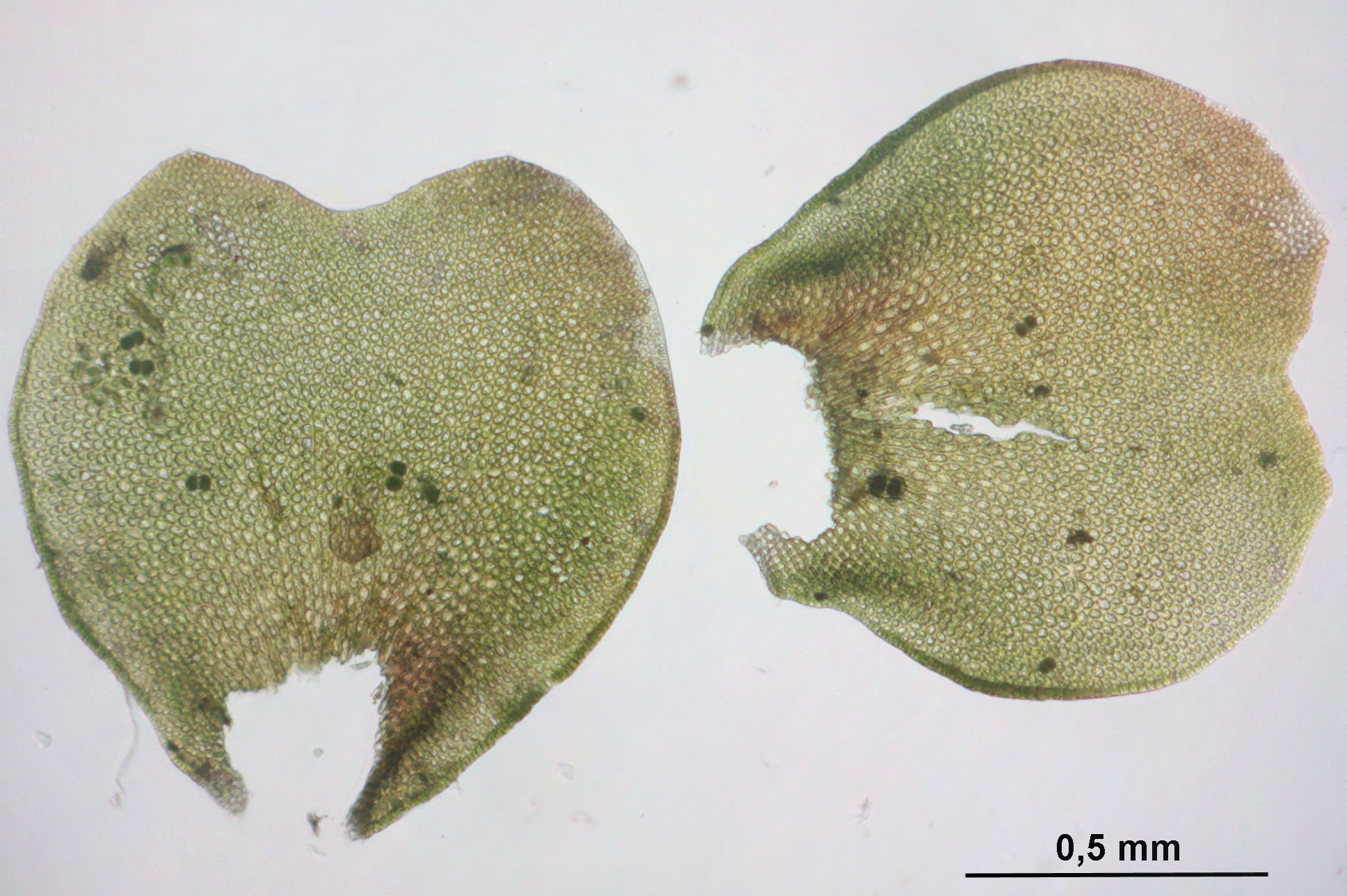
Bladeren
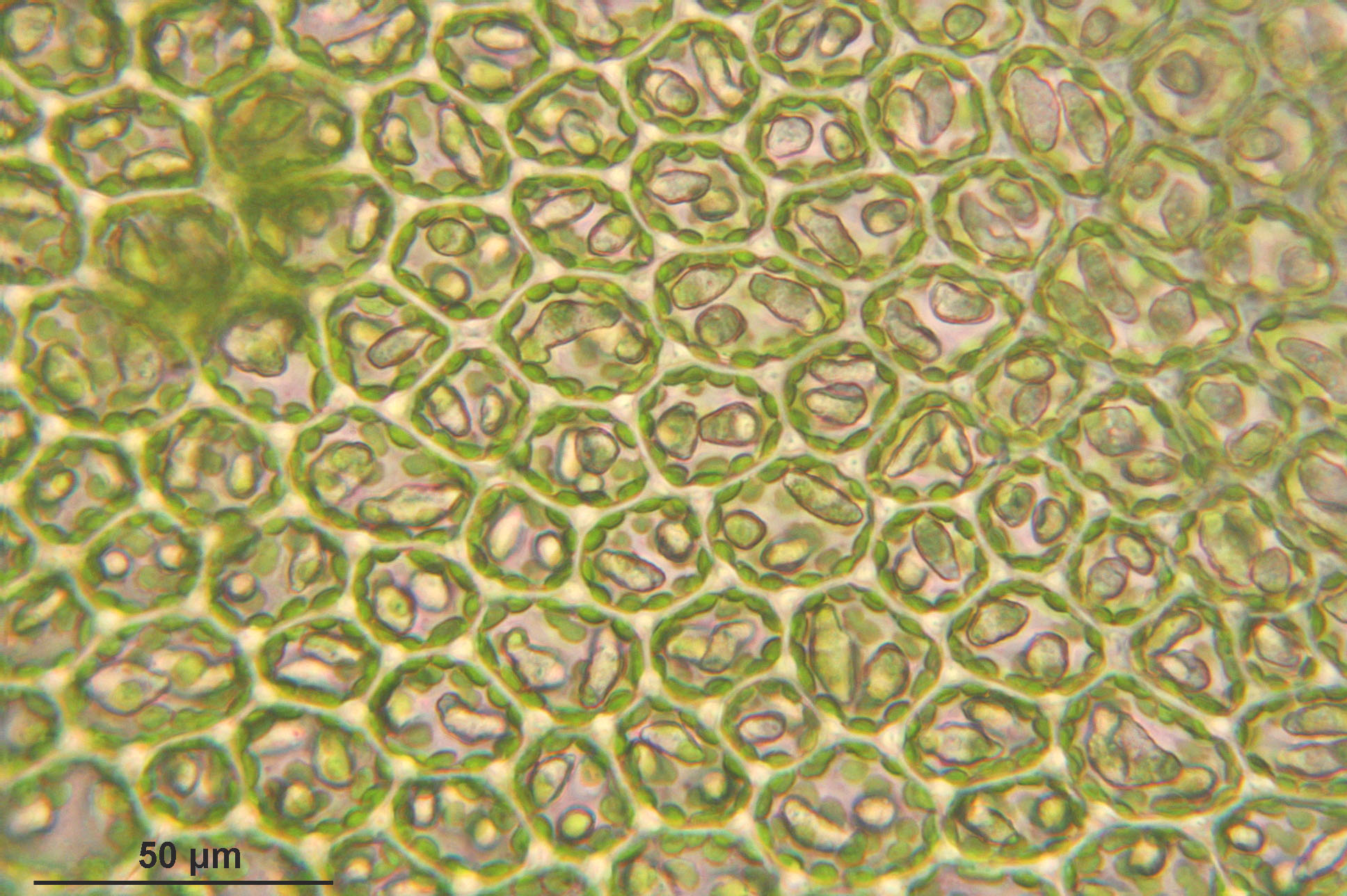
Bladcellen
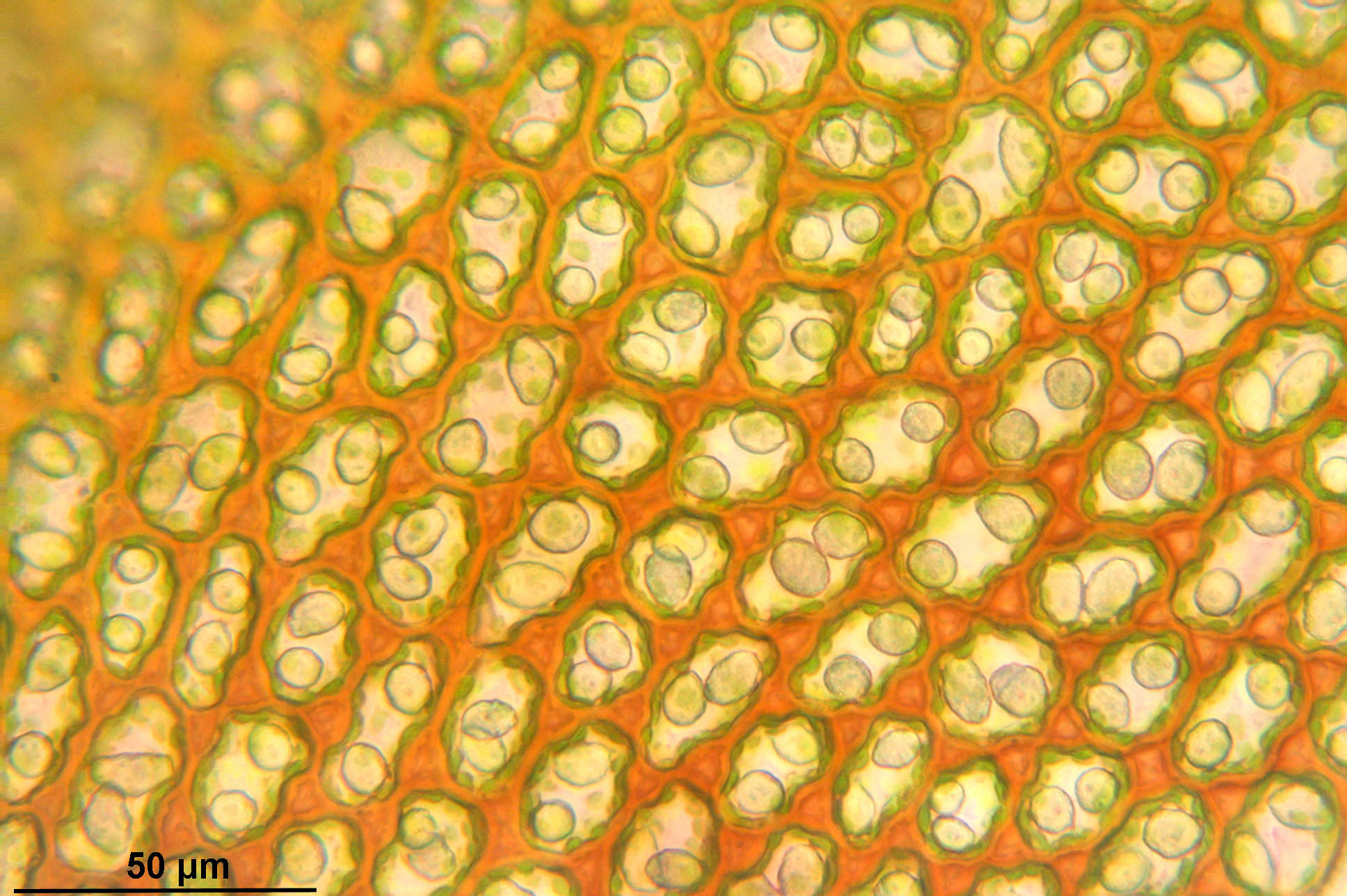
Bladcellen